# Indigofera latisepala
Indigofera latisepala är en ärtväxtart som beskrevs av Jan Bevington Gillett. Indigofera latisepala ingår i släktet indigosläktet, och familjen ärtväxter. Inga underarter finns listade i Catalogue of Life.